# Иоанн (митрополит Пражский)

Могила митрополита Иоанна (Кухтина)

Митрополи́т Иоа́нн (чеш. Metropolita Ján; в миру Михаи́л Ива́нович Кухти́н; 20 сентября 1901, станица Каргальская, Область войска Донского — 5 июня 1975, Одесса) — Митрополит Пражский и всея Чехословакии, предстоятель Православной Церкви Чешских земель и Словакии.

## Биография
Родился 20 сентября 1901 года в станице Каргальской, Ростовской губернии в семье священника.
В 1911 году окончил основную школу, в 1915 — Усть-Медведицкое четырехклассное училище. Окончил четыре класса Новочеркасской духовной семинарии.
В октябре 1920 года эмигрировал в Грецию, а в 1922 году — в Югославию, где восстановился на учёбу в Призренскую духовную семинарию, которую окончил в 1926 году.
В апреле 1927 года был пострижен в монашество с именем Иоанн, а в мае 1927 года епископом Нишским Досифеем рукоположён в сан иеродиакона. После рукоположения во иеромонаха служил приходским священником в селе Дубцы в Нишской епархии. Позднее служил в селе Винцы в Скоплянской епархии.
В октябре 1930 года назначен настоятелем монастыря св. Прохора Пчиньского, а позднее стал настоятелем монастыря святого Георгия Делядровского.
За период проживания в Югославии с осени 1931 по 1950 год преподавал в различных монашеских школах. В октябре 1936 году окончил православный богословский факультет Белградского университета и до 1948 года в сане игумена нёс послушание настоятеля Дечанского монастыря и приходского священника Загребской епархии.
7 ноября 1948 года назначен профессором духовной семинарии в Призрене.
В 1950 году переезжает в Болгарию, откуда в 1951 году митрополитом Пражским Елеферием призван на служение в Чехословакию и назначен преподавателем и воспитателем на богословский факультет в Пряшеве. С 1 октября 1953 года в звании доцента.
24 октября 1954 года рукоположён в сан епископа Жатецкого, викария Пражского митрополита Елевферия с местопребыванием в Праге.
17 мая 1956 года избран предстоятелем Чехословацкой православной церкви. 20 мая 1956 года состоялась интронизация.
В 1964 году ушел на покой и переехал в Одессу. Скончался 5 июня 1975 году.

## Публикации
- Цар Душан и император Петар Велики реформатори у словенским државама // Преглед цркве Епархиjе нишке. 1927. — № 10. — С. 340—343
- Оправданост вечних мука грешника // Преглед цркве Епархиjе нишке. 1927. — № 10. — С. 365—367;
- Летопис цркве Дубачке (у Жупи) // Преглед цркве Епархиjе нишке. 1928. — № 1. — С. 43—45;
- Из садашњости у прошлост: (Мисли на Акропољу) // Преглед цркве Епархиjе нишке. 1928. — № 10. — С. 420—421;
- Манастар Туман у народном предању // Преглед цркве Епархиjе нишке. 1928. — № 10. — С. 421—423;
- Посланица ап. Павла Филимону // Преглед цркве Епархиjе нишке. 1929. — № 5/6. — С. 111—114.
- Впечатления зарубежных гостей [делегации Чехословацкой Церкви] // Журнал Московской Патриархии. 1956. — № 10. — С. 19-22.
- Поздравления, полученные Святейшим Патриархом Алексием к празднику Рождества Христова: Православная Церковь в Чехословакии // Журнал Московской Патриархии. 1957. — № 1. — С. 11.
- Пасхальные приветствия Предстоятелей автокефальных Православных Церквей, полученные Святейшим Патриархом Алексием: Православная Церковь в Чехословакии // Журнал Московской Патриархии. 1957. — № 5. — С. 6-7.
- Приветствия, поступившие на имя Святейшего Патриарха Алексия ко дню Рождества Христова 1957 года [от Чехословацкой Церкви] // Журнал Московской Патриархии. 1958. — № 1. — С. 9-10.
- Телеграммы, полученные Святейшим Патриархом Алексием ко дню его Ангела [от Предстоятеля Чехословацкой Церкви] // Журнал Московской Патриархии. 1958. — № 3. — С. 4.
- Из пасхальных приветствий, полученных Святейшим Патриархом Алексием [от Предстоятеля Чехословацкой Церкви] // Журнал Московской Патриархии. 1958. — № 7. — С. 7-8.
- Отклики участников церковных торжеств в честь 40-летия восстановления Патриаршества в Русской Православной Церкви: делегация Чехословацкой Церкви // Журнал Московской Патриархии. 1958. — № 7. — С. 74-75.
- Поздравления, полученные Святейшим Патриархом Алексием к празднику Рождества Христова: Православная Церковь в Чехословакии // Журнал Московской Патриархии. 1959. — № 2. — С. 9.
- Пасхальные приветствия, полученные Святейшим Патриархом Алексием от Предстоятелей Православных Церквей [от Предстоятеля Чехословацкой Церкви] // Журнал Московской Патриархии. 1959. — № 6. — С. 10.
- Святейшему Алексию, Патриарху Московскому и всея Руси [поздравление с праздником Пасхи] // Журнал Московской Патриархии. 1961. — № 5. — С. 6-7.
- Святейшему Алексию, Патриарху Московскому и всея Руси [поздравление с Рождеством Христовым] // Журнал Московской Патриархии. 1962. — № 2. — С. 9.
- Святейшему Алексию, Патриарху Московскому и всея Руси [поздравление с праздником Пасхи] // Журнал Московской Патриархии. 1962. — № 6. — С. 11.
- Приветственная речь на торжественном акте в Московской Духовной Академии, посвященном 50-летию архиерейского служения Святейшего Патриарха Московского и всея Руси Алексия // Журнал Московской Патриархии. 1963. — юбил. номер. — С. 34.